# Amalasuintha keleti gót királynő
Amalasuintha, más írásmóddal Amalasuntha, Amaalasvintha (496 – 535. április 30.) keleti gót királynő 534-től 535-ig.

## Élete
Nagy Theuderiknek, a keleti gótok királyának volt leánya. Első férjéhez, Eutharichhoz (kb. 480–522), egy keleti gót nemeshez az Amálok családjából, aki Thorismund nyugati gót király dédunokája volt és korábban a nyugati gót Ibériai-félszigeten élt 515-ben ment feleségül, Tőle született Athalarik nevű fia és Matasuintha nevű leánya. Theuderik halála után, 526-tól Amalasuintha a kiskorú Athalarik helyett uralkodott. Maga is híve volt a római műveltségnek, tehát fiát is ebben a szellemben nevelte, ezzel azonban kihívta a gótok ellenszenvét. Kivégeztetett három gót nemest, akikről feltételezte, hogy összeesküvést szőnek ellene, és tárgyalásokba kezdett I. Iusztinianosz bizánci császárral, hogy Konstantinápolyba költözhessen.
Amikor fia 534-ben áldozatul esett kicsapongásainak, Amalasuintha társuralkodóvá tette rokonát, Theodohadot, hogy erősítse pozícióját. Választása azonban szerencsétlennek bizonyult. Amalasuinthát vagy Theodahad tudtával, vagy egyenesen az ő parancsára bebörtönözték a toszkánai Bolsenai-tó Martana nevű szigetén, ahol 534 vagy 535. április 30-án fürdőjében meggyilkolták. E gyilkosság ürügyként szolgált Iusztinianosz kelet-római császárnak arra a háborúra, amely a keleti gót birodalom bukásával végződött 555-ben.
A trónon Theodahad követte egyeduralkodóként, őt pedig Amalasuintha lányának, Matasuinthának a férje, Vitigis.
Amalasuintha életébe főminiszterének és tanácsadójának, Cassiodorusnak levelei, valamint Prokopiosz és Iordanes történetírók munkái nyújtanak bepillantást. Amalasuntha élete Goldoni első tragédiájának a témájául szolgált, a darabot 1733-ban mutatták be Milánóban.